# Diffusionisme
Diffusionisme er et begreb indenfor kulturantropologi og kulturgeografi, som omhandler spredning af kulturelle elementer og kultursystemer. Kulturel diffusion, som første gang blev formuleret af Alfred L. Kroeber i dennes indflydelsesrige afhandling Stimulus Diffusion, drejer sig om spredning af for eksempel ideer, stilarter, religioner, teknologier, sprog og lignende mellem individer, enten indenfor en enkelt kultur eller fra en kultur til en anden. Den er forskellig fra diffusionen af innovationer indenfor en enkelt kultur.
Diffusion på tværs af kulturer er et vel dokumenteret og også et ukontroversielt fænomen. For eksempel er praksis med jordbrug alment antaget at have spredt sig fra et sted i Mellemøsten til hele Eurasien for mindre end 10.000 år siden, efter at være blevet adopteret af mange eksisterende kulturer.
Idéen om transkulturel diffusionisme har stået specielt stærkt i Tyskland og Østrig. Det vigtigste navn i Tyskland indenfor den geografisk-antropologiske retning var Friedrich Ratzel. Han rettede specielt fokus på folkevandringer. Han var blandt andet stærk modstander af tanken om, at kulturelle fænomener kan opstå parallelt flere steder på jorden og forklarede ligheder som resultat af migration og kulturlån. I Østrig blev diffusionsteoriene promoveret af Fritz Graebner og Wilhelm Schmidt. De stillede metodiske krav til forskningen, som gik ud på, at der skulle tages hensyn til form-, mængde- og kontinuitetskriterier, når det skulle fastslås, om kulturkontakter havde fundet sted. Ved hjælp af disse metoder kunne man afgrænse kulturkredse.
I Storbritannien stod personer som W.H.R. Rivers, Grafton Elliot Smith og William James Perry i spidsen for den diffusionistiske skole. Eftersom diffusionister forestillede sig mennesket som kun sjældent værende i stand til innovasion, mente for eksempel Smith, at al kulturudvikling begyndte i Egypten. De nuværende kulturformer var bare variationer eller i værste fald degenereringer af en virkelig højkultur. Rivers gennemførte også feltstudier, blandt andet deltog han i en ekspedition til Torresstrædet i 1898.
I Danmark har blandt andre Kaj Birket-Smith gjort sig til talsmand for teorien i bogen "Kulturens Veje".

## Typer
Det findes fire hovedtyper af kulturel diffusion:
- Udvidende diffusion: en nyskabelse eller idé som udvikles i et kildeområde og som fortsat er stærk der, og samtidig spredes til andre områder.
- Forflytningsdiffusion: en idé eller innovation som bevæger sig ind i nye områder og forlader sin oprindelse eller kilde.
- Hierarkisk diffusion: en idé eller innovation, som spreder sig ved at flytte fra større til mindre steder, ofte med ringe hensyn til afstanden mellem stederne og ofte påvirket af sociale eliter.
- Smitsom diffusion: en idé eller innovation baseret på person-til-person kontakt indenfor en givet befolkning.

## Mekanismer
Interkulturel diffusion kan ske på mange måder. Immigranter vil ofte tage sin kultur med sig. Ideer kan bæres af transkulturelle besøgende som handelsrejsende, opdagelsesrejsende, soldater, diplomater, slaver og gæstearbejdere. Teknologisk diffusion er ofte sket ved, at et samfund har lokket dygtige forskere eller arbejdere til sig med høj løn eller anden opmuntring. Transkulturelle ægteskaber mellem to nabokulturer har også bidraget. Spredningen kan ske gennem breve eller bøger (og i moderne tid gennem andre medier).
Diffusionsmekanismene kan inddeles i tre kategorier:
- Direkte diffusion er, når to kulturer ligger meget nær hverandre geografisk, hvilket resulterer i ægteskaber, handel og også krigsføring. Et eksempel på direkte diffusion er mellem USA og Canada, hvor de som bor på grænsen mellem disse to lande engagere sig i ishockey, som startede i Canada, og baseball, som er populært i amerikansk kultur.
- Tvunget diffusion opstår, når en kultur underlægger sig (for eksempel ved ved erobringer) en anden kultur og tvinger sine egne skikke på det erobrede folk. Et eksempel på dette kan være tvunget kristning af urbefolkningen i Amerika af de spanske, franske, engelske og portugisiske erobrere eller islamisering af Europa i det 21. århundredes begyndelse.
- Indirekte diffusion sker, når træk har gået fra en kultur gennem et mellemled til en anden kultur, uden at de første og sidste kulturer på noget tidspunkt har været i direkte kontakt. Et eksempel kan være mexikansk mad i Canada, eftersom et stort område (USA) ligger mellem dem.

Direkte diffusion var almindelig i antikken, da små grupper af mennesker levede i tilstødende områder. Indirekte diffusion er blevet almindelig i nutidens verden på grund af massemedierne og opfindelsen af internettet.

## Resultater
I Tyskland foregik en omfattende kortlægning af fx bygningskultur og landsbyformer, og denne blev udgivet i et atlas. I Sverige blev tilgangen anvendt til at udarbejde en omfattende kortlægning af folkelivsfænomener, Atlas över svensk folkkultur, redigeret af Sigurd Erixon, udgivet i 1957 på et tidspunkt, da tilgangsvinklen næsten havde mistet sin betydning. Et tilsvarende atlas var planlagt i Danmark, og der foregik omfattende kortlægninger, men udgivelsen af et dansk atlas blev opgivet.